# معرض العراق الدولي للكتاب
معرض العراق الدولي للكتاب (بالإنجليزية:Iraq International Book Fair، أو مختصرًا IBF.IQ) تنظمه مؤسسة المدى للإعلام والثقافة والفنون منذ سنة 2020، ويعد أبرز حدث ثقافي تشهده بغداد سنويًا للفترة ما بين 8 و 18 ديسمبر (كانون الأول) على أرض المعارض الدولية بمدينة المنصور غربي العاصمة.

## تاريخه

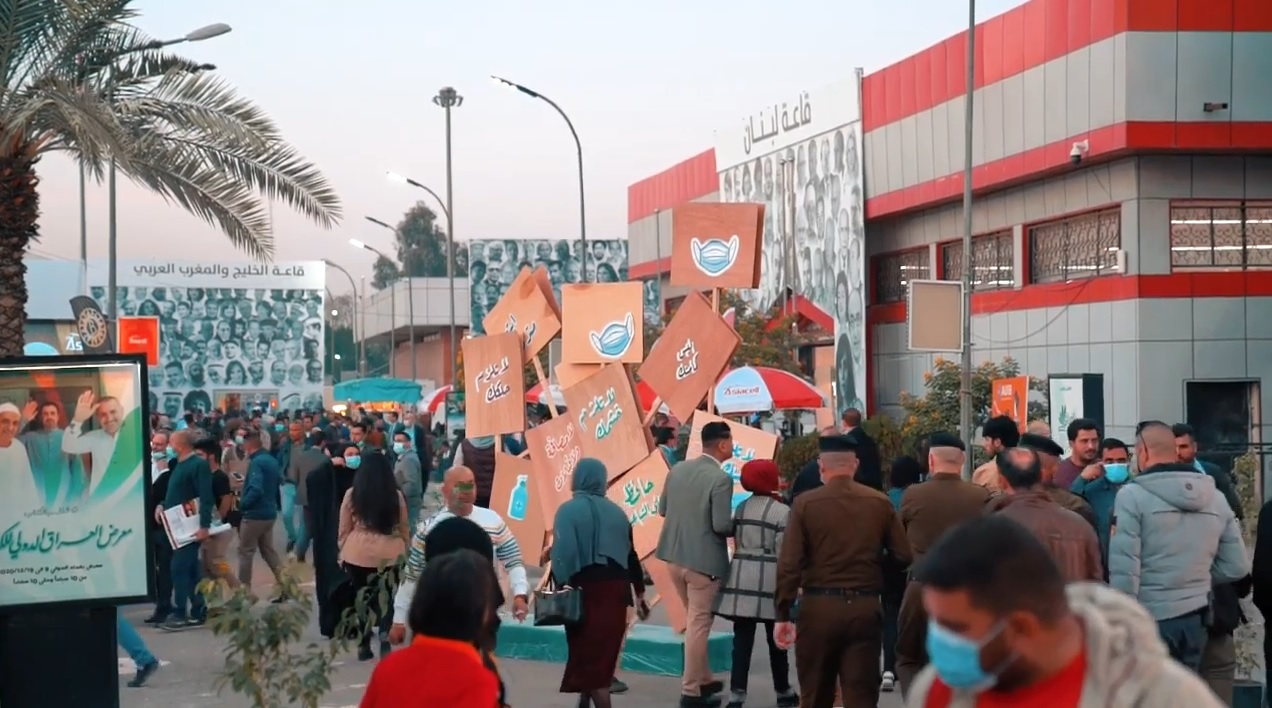
أجواء الدورة الأولى من معرض العراق الدولي للكتاب.

افتتح رئيس الوزراء العراقي مصطفى الكاظمي معرض بغداد الدولي للكتاب يوم 9 ديسمبر (کانون الأول) 2020. وحملت الدورة الأولى للمعرض اسم الشاعر العراقي مظفر النواب، وشارك في المعرض أكثر من 300 دار نشر من 21 دولة عربية وأجنبية، وعرضت نحو مليون عنوان کتاب. وقامت المعرض في 5 صالات كبيرة، واتخذت إدارة المعرض إجراءات احترازية مشددة للوقاية من جائحة كورونا. وقد افتتحت المعرض بعد تأجيله عدة مرات جراء أزمة جائحة فيروس كورونا في العراق، إذ كان من المقرر إقامته في مارس (آذار).

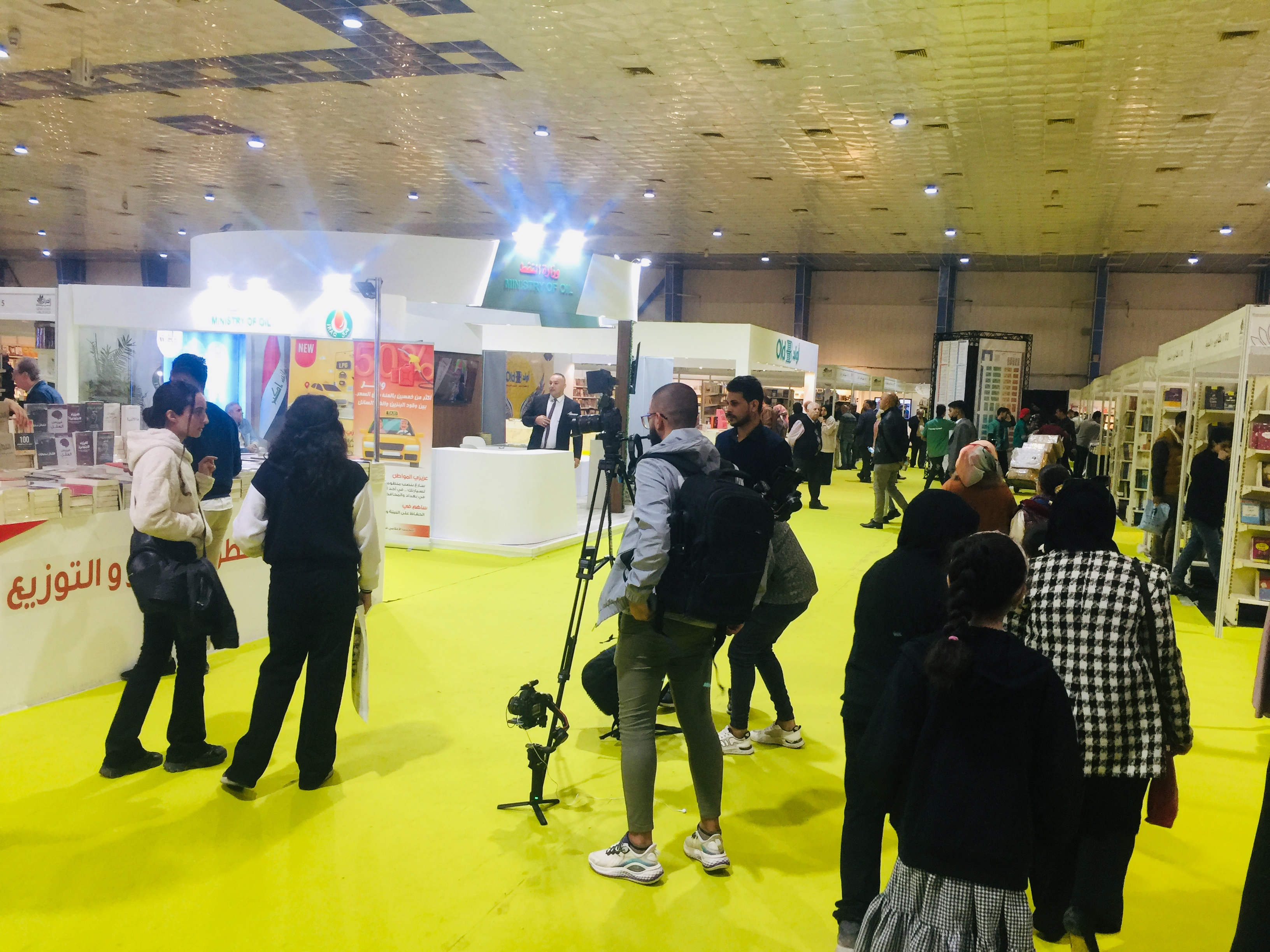
الدورة الثالثة

انطلقت فعاليات المعرض في دورته الثانية يوم 9 ديسمبر (کانون الأول) 2021 بمشاركة 300 دار نشر محلية وعربية وعدد من الكتاب والمفكرين. افتتحه رئيس الوزراء مصطفى الكاظمي برفقة أمين بغداد، علاء معن. واستمر حتى 18 ديسمبر تحت شعار «النخلة والجيران» المأخوذ من عنوان رواية للكاتب العراقي غائب طعمة فرمان إذ حملت الدورة الثانية اسمه. وفي 16 ديسمبر افتتحت الدورة الرابعة عشر من مهرجان الجواهري الشعري بتنظيم الاتحاد العام للأدباء والكتاب في العراق، الذي حمل اسم الشاعرة العراقية لميعة عباس عمارة المتوفية في يوم 18 حزيران/يونيو 2021.
انطلقت فعاليات المعرض في دورته الثالثة يوم 7 ديسمبر(كانون الأول) 2022 بمشاركة 300 دار نشر من 20 دولة تقدم نحو مليون عنوان كتاب. افتتحه رئيس الوزراء محمد شياع السوداني وقال: «إقامة معرض الكتاب في بغداد الثقافة والتاريخ حدث مهم ونشاط يساهم في إغناء الحركتين الثقافية والأدبية»، وأضاف «إقامة المعرض فرصة مهمة كذلك للناشرين لتوفير الكتب المهمة والمترجمة للجامعات ومراكز البحوث، ومحطة مناسبة كذلك للحوار بين الكتاب والمثقفين». وقدمت خلاله عروض موسيقية ومعزوفات تراثية وحديثة مع عزف على البيانو في الباحة الخارجية قبل بدء مراسم الافتتاح.
أقيمت الدورة الرابعة من 14 - 24 فبراير 2024م متأخرة عن موعدها بسبب أحداث غزة، وذلك بتنظيم مؤسسة «المدى» للإعلام والثقافة والفنون بالتعاون مع اتحاد الأدباء والكتّاب في العراق، وشارك في هذه الدورة 400 دار للنشر عراقية وعربية وأجنبية، من 20 دولة. وأطلق اسم «فلسطين» على هذه الدورة تعبيراً عن التضامن مع الشعب الفلسطيني، وخصصت جلسات حوارية ونقدية عن «فلسطين»، طوال أيام المعرض من عناوينها: «المسرح في فلسطين»، و«مأساة وطن في السينما»، و«الرواية في فلسطين».

## أهدافه
من أهداف المعرض:
- إحياء الثقافة كحركة وعي.
- تحويل معارض الكتب إلى فرصة للمرجعيات الثقافية لاستعادة دورها وتأثيرها.
- تشجيع الناشرين والمؤسسات الثقافية على توسيع حركة النشر والترجمة.
- تأمين إجراء لقاءات وحوارات بين الناشرين والقارئ.
- تحقيق أكثر أشكال التعاون بين الناشرين والكتاب.
- تأمين الفرصة للتفاعل والتواصل بين مبدعين ومستهلكي إبداعاتهم.
- إطلاق مختلف المبادرات ومنها الفرق والنوادي وبيوت الثقافة لتكريس تقاليد القراءة.
- تعزيز الثقة والتواصل بين مؤسسات النشر المختلفة والمنظمات والمؤسسات كافة، الثقافية والتربوية والعلمية وغيرها.

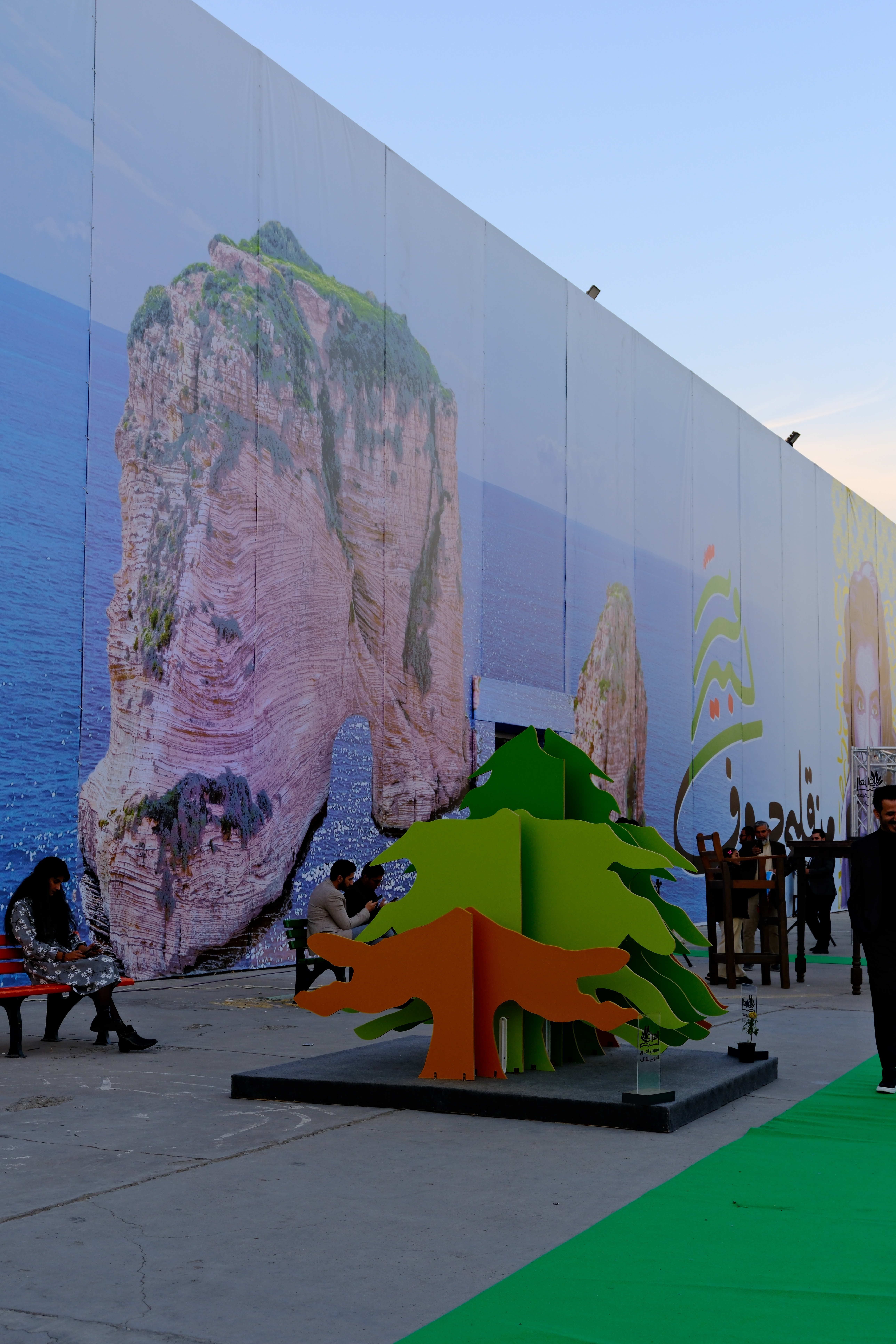
معرض العراق الدولي للكتاب الدورة الخامسة

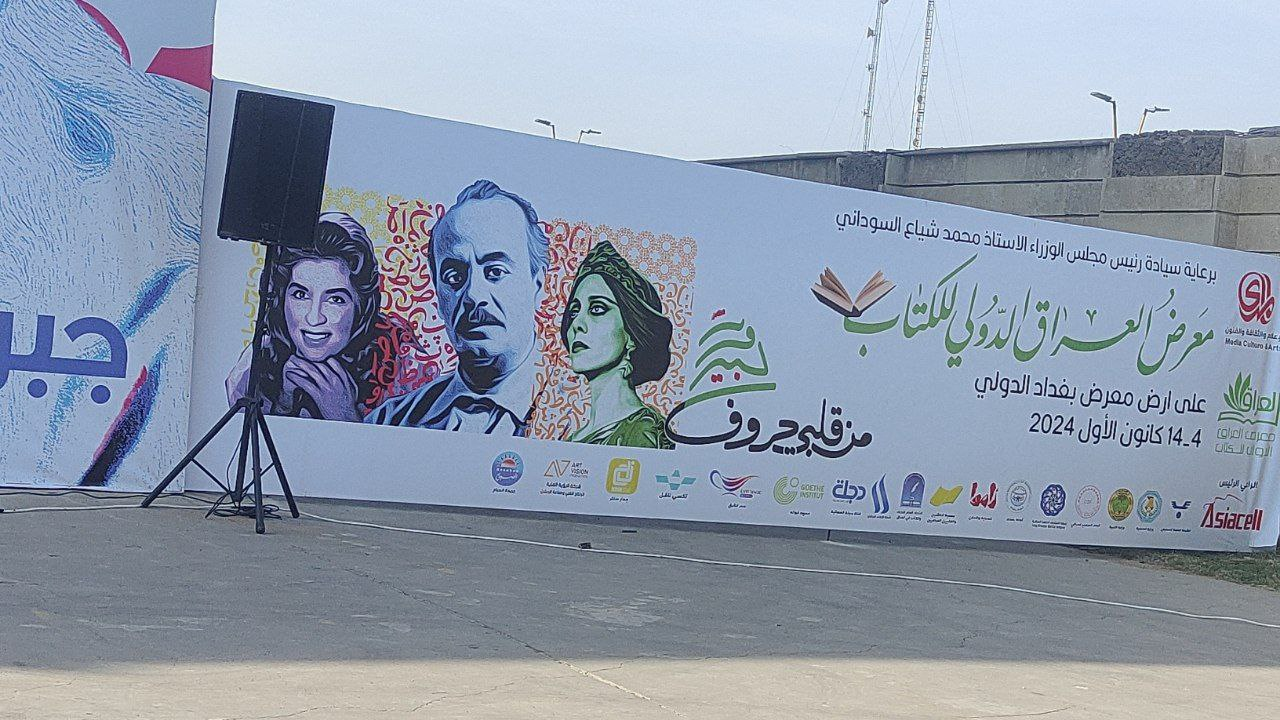
معرض العراق الدولي للكتاب

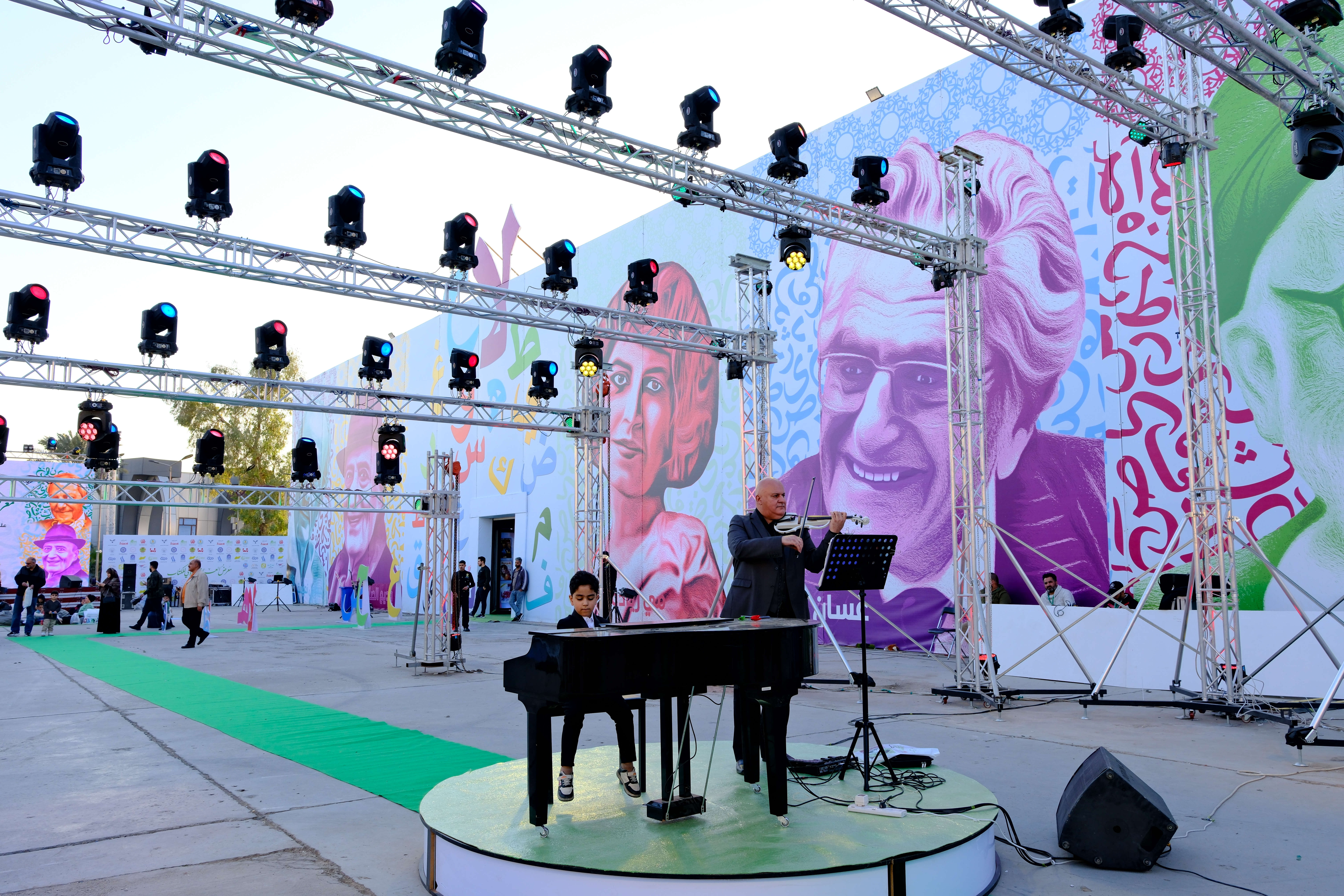